# 유호위
청하민왕 유호위(淸河愍王 劉虎威, ? ~ 109년)는 후한의 황족으로, 장제의 손자이다.

## 생애
영초 원년(107년), 아버지 효왕의 뒤를 이어 청하왕에 봉해졌다. 2년 후 죽으니 시호를 민(愍)이라 하였고, 아들이 없어 당질 유연평이 뒤를 이었다.

## 출전
- 범엽, 《후한서》 권5 효안제기·권55 장제팔왕열전

| 전임 아버지 청하효왕 유경 | 후한의 청하왕 107년 ~ 109년 | 후임 당질 청하공왕 유연평 |